# Giustizia nel tempo di guerra
Giustizia nel tempo di guerra è un film documentario del 2003 diretto da Fabrizio Lazzaretti.

## Trama
È la ricostruzione della tragica vicenda di Giacomo Turra.